# Nicky Byrne
Nicholas Bernard James Adam Byrne (n. 9 octombrie, 1978 în Dublin, Irlanda) este cel mai în vârstă membru al trupei irlandeze Westlife.

## Cariera fotbalistică
Înainte să se alăture trupei din Sligo, IOU, Byrne a fost un fotbalist ce a jucat pentru Home Farm F.C. St. Clemintines Boys F.C. în North Dublin. A devenit un jucător de fotbal profesionist și a intrat în echipa Leeds United ca portar în 1995. A fost titular în câștigarea trofeului FA Youth Cup în 1997.
A jucat la Leeds timp de doi ani, părăsind echipa după ce contractul său a expirat în iunie 1997. După aceea a mai jucat la Shelbourne, Cobh Ramblers și St. Francis F.C., toate echipe irlandeze.
Pe 14 mai 2009 Nicky a fost rezervă pentru echipa FC Liverpool Legends XI într-un meci pentru a marca 20 de ani de la dezastrul Hillsborough.

## Cariera muzicală
În 1997 a participat la o audiție pentru o nouă trupă masculină irlandeză după ce a fost observat de managerul trupei Boyzone, Louis Walsh și contactat de acesta pentru a face parte din noua trupă, Westlife. S-a alăturat trupei, alături de Shane Filan, Mark Feehily, Kian Egan și Brian McFadden.
Primul său album cu Westlife a fost lansat în noiembrie, 1999, numit Westlife. Împreună cu Westlife, Byrne a avut 14 piese numărul 1 în Regatul Unit, 7 albume numărul 1 și a vândut peste 40 de milioane de discuri la nivel mondial.

## Familia
Nicky Byrne s-a căsătorit cu prietena sa din copilărie, Georgiana Ahern, pe 5 august, 2003. Georgiana a născut doi băieți gemeni, Rocco Bertie Byrne și Jay Nicky Byrne, pe 20 aprilie 2007.
1. ↑   https://www.dublinlive.ie/news/celebs/nickybyrne-georginaahern-malahide-westlife-dreamhome-20326504, accesat în 11 iunie 2021 Lipsește sau este vid: |title= (ajutor)